# Mirkó
A Mirkó a szláv Miroslav név önállósult beceneve, aminek a jelentése béke + dicsőség.

## Gyakorisága
Az 1990-es években szórványos név, a 2000-es években nem szerepel a 100 leggyakoribb férfinév között.

## Névnapok
- március 3.[2]
- július 18.[2]

## Híres Mirkók
- Mirko Alilović horvát válogatott kézilabdázókapus
- Mirko Vučinić montenegrói válogatott labdarúgó

### Szereplők
- Mirkó királyfi (mesehős)[5]